# Erzbistum Hartford
Das in den USA gelegene Erzbistum Hartford (lat. Archidioecesis Hartfortiensis, engl. Archdiocese of Hartford) ist eine Diözese der römisch-katholischen Kirche mit Sitz in Hartford im Bundesstaat Connecticut.

## Geschichte
Es wurde am 28. November 1843 aus dem Erzbistum Boston herausgenommen und unterstand diesem zukünftig als Suffraganbistum. Am 16. Februar 1872 gab das 5.004 km² große Bistum gemeinsam mit dem Erzbistum Boston Gebiete für das neu zu gründende Bistum Providence ab.
Nachdem aus dem Diözesanterritorium am 6. August 1953 zwei Gebiete als Bistum Bridgeport und als Bistum Norwich ausgegliedert worden waren, wurde Hartford zum Erzbistum und Metropolitanbistum der Bistümer Bridgeport, Norwich und Providence erhoben.
Dem Erzbischof steht ein Weihbischof zur Seite.

## Missbrauchsfälle
2005 wurden 22 Millionen US-Dollar bezahlt, um die Ansprüche von 43 Opfern zu begleichen, die von 14 Priestern missbraucht worden waren. Ferner sind Prozesse im Fall des Täters George Reardon anhängig, der als Arzt in einem vom Bistum getragenen Krankenhaus tätig war.

## Bischöfe von Hartford

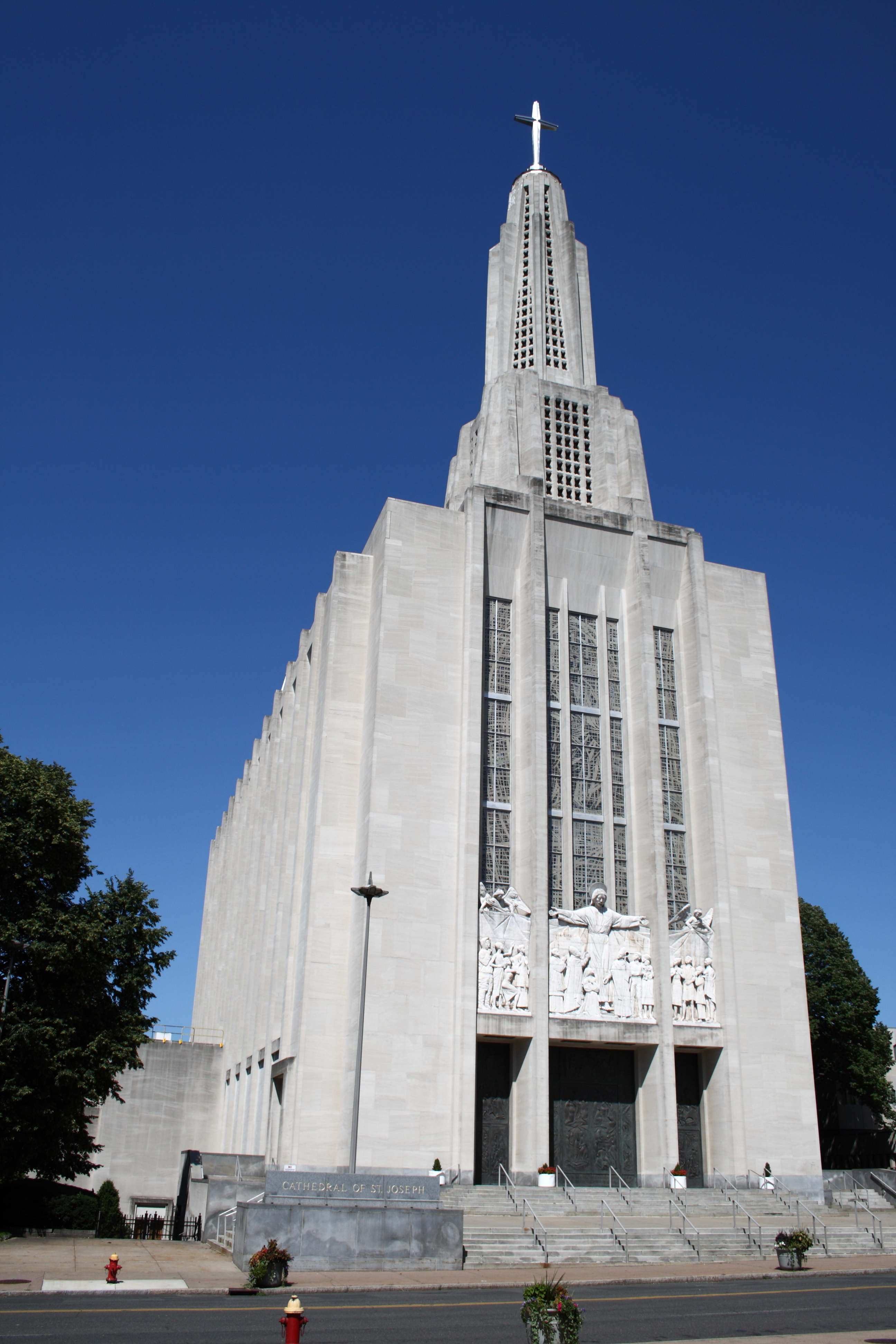
Kathedrale Saint Joseph in Hartford

- William Barber Tyler, 28. November 1843–18. Juni 1849
- Bernard O’Reilly, 9. August 1850–23. Januar 1856
- Francis Patrick McFarland, 11. Dezember 1857–12. Oktober 1874
- Thomas Galberry OSA, 17. Februar 1876–10. Oktober 1878
- Lawrence Stephen McMahon, 16. Mai 1879–21. August 1893
- Michael Tierney, 2. Dezember 1893–5. Oktober 1908
- John Joseph Nilan, 14. Februar 1910–13. April 1934
- Maurice Francis McAuliffe, 23. April 1934–15. Dezember 1944
- Henry Joseph O’Brien, 7. April 1945–6. August 1953

## Erzbischöfe von Hartford
- Henry Joseph O’Brien, 6. August 1953–20. November 1968
- John Francis Whealon, 28. Dezember 1968–2. August 1991
- Daniel Anthony Cronin, 10. Dezember 1991–20. Oktober 2003
- Henry Joseph Mansell, 20. Oktober 2003–29. Oktober 2013
- Leonard Paul Blair, 29. Oktober 2013–1. Mai 2024
- Christopher Coyne, seit 1. Mai 2024